# 스피로 화합물
스피로 화합물(Spiro compound)은 고리 화합물의 하나로 한 원자가 한 원자만을 공유하는 2개 고리에 동시에 속한 물질이다. 가장 단순한 스피로 화합물은 두고리(단지 두 개의 고리를 가짐)이거나 더 큰 고리 시스템의 일부로 두고리 부분을 가지며, 두 경우 모두 정의된 단일 공통 원자를 통해 두 개의 고리가 연결되어 있다. 참여 고리를 연결하는 하나의 공통 원자는 스피로 화합물을 다른 두고리 화합물과 구별한다. 즉, 연결 원자가 없는 바이페닐과 같은 분리된 고리 화합물, 두 개의 인접한 원자로 연결된 두 개의 고리가 있는 데칼린과 같은 융합 고리 화합물, 그리고 노르보르난과 같은 가교 고리 화합물과 구별된다.
스피로 화합물은 완전 탄소환식(모두 탄소)이거나 복소환식(하나 이상의 비탄소 원자를 가짐)일 수 있다. 교육 환경에서 접하게 되는 일반적인 유형의 스피로 화합물 중 하나는 헤테로고리형 화합물, 즉 디올과 고리형 케톤의 반응으로 형성된 아세탈이다. 두 개(때로는 세 개)의 고리를 연결하는 공통 원자를 스피로 원자라고 한다.
스피로 화합물은 자연계 전반에 걸쳐 존재하며, 그 중 일부 사례는 생물 의학 연구를 위한 도구 화합물을 제공하고 새로운 형태의 치료제 설계를 위한 발판 역할을 하는 데 활용되었다. 또한 스피로 모티프는 다양한 실제 화합물 유형(예: 염료)뿐만 아니라 다양한 올리고 및 폴리머 재료 디자인에도 존재한다. 이는 스피로 센터가 디자인 등에 부여하는 독특한 모양과 특성을 위해 존재한다. 특히 전자 활성 물질의 경우. 두 경우 모두, 종종 4개의 별개의 그룹이 부착되어 있고 독특한 키랄성 측면을 지닌 스피로 센터의 존재로 인해 각 화합물 유형의 화학 합성에 독특한 과제가 추가된다.